# Thujacorticium mirabile
Thujacorticium mirabile är en svampart som beskrevs av Ginns 1988. Enligt Catalogue of Life ingår Thujacorticium mirabile i släktet Thujacorticium,  och familjen Cyphellaceae, men enligt Dyntaxa är tillhörigheten istället släktet Thujacorticium,  och klassen Agaricomycetes. Artens status i Sverige är: Ej påträffad. Inga underarter finns listade i Catalogue of Life.